# San Lorenzo (huyện)
Huyện San Lorenzo là một huyện (distrito) thuộc tỉnh Chiriquí ở Panama. Theo điều tra dân số năm 2000, huyện này có dân số 6498 người. Huyện San Lorenzo có diện tích 738 km². Huyện lỵ đóng tại Horconcitos.